# آرتم آبلیان
آرتم آقابکی آبلیان (ارمنی: Արտեմ Աղաբեկի Աբելյան؛  زادهٔ ۱۴ نوامبر ۱۹۱۴ - درگذشته ۱۹۸۲) کارشناس علوم پرورشی اهل ارمنستان بود.

## زندگی‌نامه
وی در ۱۴ نوامبر ۱۹۱۴ در هاقپات به دنیا آمد و از دانشگاه دولتی علوم پرورشی خاچاطور آبوویان ارمنستان فارغ‌التحصیل گشت.  همچنین برندهٔ جوایزی همچون آموزگار شایسته ارمنستان شوروی، نشان پرچم سرخ کار و نشان ستاره سرخ شده است. وی در ۱۹۸۲ در سن ۶۸ سالگی در هاقپات درگذشت.